# The Rise and Fall of Ziggy Stardust and the Spiders from Mars
The Rise and Fall of Ziggy Stardust and the Spiders from Mars, известен и с често срещаното съкращение Ziggy Stardust, е петият пореден студиен албум на английския музикант Дейвид Боуи. Привидно, в основата му стои историята за въображаемата рок звезда Зиги Стардъст.
Заема пета позиция в Обединеното кралство (ОК) и 75-а в САЩ (тук става въпрос за музикалните класации на Билборд). Прекарва общо 168 седмици в Британските класации.
В албума се предава историята на алтер егото на Боуи, Зиги Стардъст, който е рок величие и посланик на извънземни същества. Боуи създава Зиги Стардъст още когато е в Ню Йорк, за да промотира Хънки Дори, и прави изпълнения на концерти в ОК, Япония и Северна Америка. Албумът, както и героят Зиги Стардъст, придобиват популярност заради глем рок влиянията си и темите за сексуалното обследване и социалната ангажираност.
Тези фактори, съчетани с неяснотата покрай Боуиевата сексуалност и новаторското изпълнение на Starman в Топ Оф Дъ Попс изстрелват албума в зоната на музикалните шедьоври, макар че срещу него се надига скептично критично отношение.
The Rise and Fall of Ziggy Stardust... е албум за една бисексуална извънземна рокзвезда. Този концептуален албум се стреми да разобличи изкуствеността на рок музиката като цяло. В него се дискутират теми като политиката, употребата на наркотици, и сексуалната ориентация.
The Rise and Fall of Ziggy Stardust and the Spiders From Mars постоянно присъства в списъците на най-великите албуми на всички времена. Ролинг Стоун го класира на 35-о място в своята класация за най-добрите албуми. Според британско проучване от 1997 г., той е 20-ият най-велик албум на всички времена, 24-тият най-велик според списание Кю, и един от 100-те най-велики записа според Тайм.
Направен е концертен филм със същото име, режисиран от Ди Ей Пенибейкър, който излиза през 1973 година.